# Batins
Els batins (en llatí Batini, en grec antic Βατεινοί) eren una tribu germànica que segons Claudi Ptolemeu vivia a les muntanyes dels Sudets.
Es creu que els batins eren els mateixos que els butones sotmesos per Marobod rei dels marcomans, segons explica Estrabó. Alguns autors pensen que aquests butones eren una altra tribu anomenada gutones (Γούτωνες).